# 마르티 피흐칼라

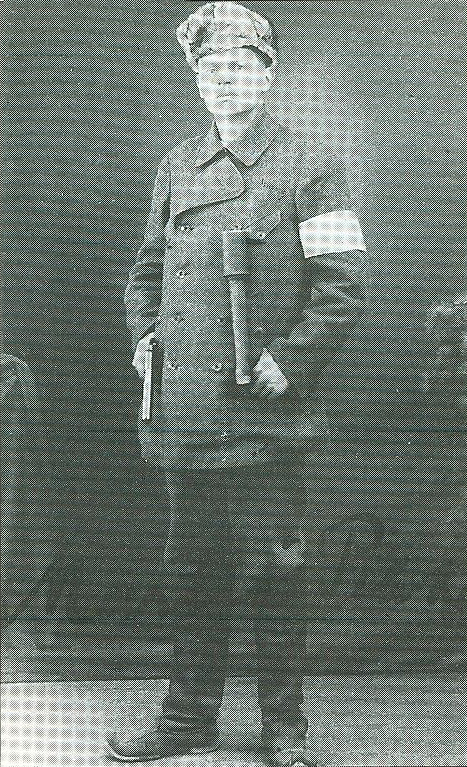
1918년의 마르티 피흐칼라.

마르티 알렉산데르 피흐칼라(핀란드어: Martti Aleksander Pihkala: 1882년 1월 18일-1966년 6월 10일)는 핀란드의 정치인이다.
굼메루스가 출신으로, 탐페레 주교 야코 굼메루스, 체육인 라우리 피흐칼라, 농업경제학자 루리크 피흐칼라와 형제관계다. 출판업자 카를레 야코 굼메루스는 이들 형제와 숙질 관계다. 마르티 피흐칼라의 아들은 농학자 카를로 우올레비 피흐칼라다.
중등학교를 졸업한 뒤 1903년 이위배스퀼래 교원대학에 다녔다. 1904년-1920년 이위배스퀼래에서 교사를 지냈다. 1917년 동생 라우리 피흐칼라와 함께 엽병운동에 관여하였고 중앙수오미 지역 및 남포흐얀마 지역 일대에서 백위대 결성을 선동했다.
1918년 핀란드 내전에 백군 측으로 참여한 뒤, 내전이 끝나고 《어떤 핀란드를 만들어야 할 것인가?》라는 책을 썼다. 이 책에서 피흐칼라는 우생학을 주장하며 강제 불임 수술과 우범자의 사회적 격리를 옹호했다.
내전 이후 공산주의자들이 지하에서 활동하며 파업 회수가 증가하자 고용주 단체들은 1920년 파업 분쇄를 전문으로 하는 조직을 만들기로 한다. 이 조직이 비엔티라우하 합자회사이며, 마르티 피흐칼라가 그 사장을 지냈다. 특히 남포흐얀마 지역에서 비엔티라우하의 세력이 강성했고 비흐토리 코솔라 등도 비엔티라우하에서 활동했다.
피흐칼라는 라푸아 운동에서 활발히 활동했으며, 1930년 가을에는 국민연합당 소속으로 의회의원에 당선되었다. 1932년 라푸아 운동이 금지되자 피흐칼라는 그 후신인 애국인민운동(IKL)에 참여했다. 하지만 1933년 총선에서 국민연합당과 IKL의 지원을 받았지만 낙선했다.
이후 몇년간 IKL이 노동자 친화적 움직임을 보이면서 피흐칼라는 IKL과 관계가 시들해졌다. 결국 IKL에서 탈당하고 IKL 소속의 코솔라를 비엔티라우하에서 내보냈다.
겨울전쟁이 터지면서 국민 단합을 위해 1940년 핀란드 사용자연합이 1월 약조로 핀란드 노동조합중앙동맹을 교섭대상으로 인정하면서 비엔티라우하는 할 일이 없어졌다. 끈이 떨어진 피흐칼라는 전 대통령 페르 에빈드 스빈후부드와 함께 당국의 허가 없이 《페르 에빈드 스빈후부드가 국민에게 고함》(Pehr Evind Svinhufvud: Testamentti kansalleni)이라는 책을 출판했다. 책 내용은 핀란드가 끝까지 독일과 함께 싸워야 한다는 것으로, 소련과 별개의 평화조약을 맺으려는 모든 시도를 비난했다. 이것이 피흐칼라가 정치계에 영향력을 행사하려는 마지막 시도였다.
피흐칼라와 스빈후부드의 책이 퍼져나가면 핀란드의 평화를 위한 협상 과정에 위험이 될 것이라 판단한 당국은 1944년 9월 독일과 관계를 끊으면서 피흐칼라를 체포했다. 가택연금 3년형에 처해진 피흐칼라는 반타 레콜라의 농장에 칩거했다.